# Taeniophyllum djampangense
Taeniophyllum djampangense är en orkidéart som beskrevs av Johannes Jacobus Smith. Taeniophyllum djampangense ingår i släktet Taeniophyllum och familjen orkidéer. Inga underarter finns listade i Catalogue of Life.